# Xysticus denisi
Xysticus denisi är en spindelart som beskrevs av Schenkel 1963. Xysticus denisi ingår i släktet Xysticus och familjen krabbspindlar. Inga underarter finns listade i Catalogue of Life.